# Wassenaarse Slag
Het Wassenaarse Slag is een weg door de duinen naar het Noordzeestrand bij Rijksdorp in de Nederlandse gemeente Wassenaar. De slag ligt aan de noordzijde van het duin- en waterwingebied Meijendel. De kustlijn van Wassenaar is ruim 8 kilometer lang. De stranden zijn bereikbaar via de Meijendelse Slag aan de zuidkant, en het Wassenaarse Slag aan de noordkant (of via Katwijk aan Zee, de Zuidduinen en dan het strand). 
Het Wassenaarse Slag begint bij de wijk Rijksdorp en voert westwaarts door de duinen, een afwisselend natuurgebied met wandel- en fietspaden, dat ter plekke een kleine twee kilometer breed is. Er zijn drie grote parkeerplaatsen en twee boswachtershuizen aan gelegen, alsmede het rond 1915 als uitspanning gestichte hotel Duinoord. Aan het einde van het Wassenaarse Slag zijn vier strandpaviljoens met terrassen en enkele kleine kraampjes. Op het strand is een post van de Wassenaarse Reddingsbrigade, die tijdens het hoogseizoen dagelijks bemand is.

## Bunkers
Aan het Wassenaarse Slag in het natuurgebied Hollands Duin liggen nog restanten van de Atlantikwall. Er is een reservaat voor vleermuizen, bekend als de vleermuisbunker. Deze bunker was de plaats waar in 1944 zes Franse commando's een vergeefse poging deden Nederland in te komen. Voor hen is bij de bunker een monument geplaatst.

## Bereikbaarheid
Er zijn twee parkeerterreinen voor auto's direct aan het strand aanwezig, en een grote fietsenstalling. De gemeente Wassenaar heeft een concessie uitgegeven die het een particuliere ondernemer mogelijk maakt om op dagen met strandweer een pendelbus tussen strand en woonwijk Rijksdorp, eventueel ook het centrum, aan te bieden.